# زحل كنجر
زحل كنجر إرقایا (بالتركية: Zuhal Gencer)‏؛ زحل گنجر) من مواليد 13 يوليو 1961 في إسطنبول) ممثلة مسرح وسينما ومسلسلات تركية. معروفة بشكل خاص لشخصية إينجي في مسلسل نهاية الحظ.

## روابط خارجية
- زحل كنجر على موقع IMDb (الإنجليزية)
- زحل كنجر على موقع روتن توميتوز (الإنجليزية)
- زحل كنجر على موقع ألو سيني (الفرنسية)
- زحل كنجر على موقع أول موفي (الإنجليزية)
- زحل كنجر على موقع قاعدة بيانات الفيلم (الإنجليزية)
- زحل كنجر على موقع كينوبويسك (الروسية)